# Culex maracayensis
Culex maracayensis är en tvåvingeart som beskrevs av Evans 1923. Culex maracayensis ingår i släktet Culex och familjen stickmyggor. Inga underarter finns listade i Catalogue of Life.